# Okresní shromáždění
Okresní shromáždění (v zákoně použita legislativní zkratka shromáždění) byly nepřímo volené zastupitelské sbory v okresech České republiky v letech 1990–2000, tvořené vybranými zástupci obecních zastupitelstev. Zavedl je zákon ČNR č. 425/1990 Sb., o okresních úřadech, úpravě jejich působnosti a některých dalších opatřeních s tím souvisejících, v rámci přechodných ustanovení zákona (§ 22 až 26) jako dočasné opatření před zřízením samosprávných krajů. V Brně, Plzni a Ostravě funkci okresního shromáždění plnila zastupitelstva města. 

## Volby
Do 10 dnů od obecních voleb měl okresní úřad určit počet členů okresního shromáždění. Okresní shromáždění měla být zvolena do 60 dnů od obecních voleb. 
Shromáždění mělo mít 40 až 70 členů. Počet obyvatel okresu připadající na jedno „křeslo“ ve shromáždění byl takzvaným směrným číslem. Každé obecní zastupitelstvo volilo do okresního shromáždění tolik členů, kolikrát se směrné číslo vešlo do počtu obyvatel obce. Obce, jejichž počet obyvatel byl nižší než směrné číslo, okresní úřad seskupil tak, že více obcí volilo společného zástupce. K doplnění do stanoveného počtu členů volily po jednom zástupci ještě obce s nejvyššími zůstatky směrného čísla. 

## Kompetence a činnost
Okresní shromáždění kontrolovala činnost okresních úřadů, schvalovala a kontrolovala jejich rozpočet a hospodaření, schvalovala rozdělení dotací obcím a prosazovala společné zájmy obcí u okresních úřadů. Shromáždění mohlo v mezích zákona ukládat úkoly přednostovi okresního úřadu. Přednosta okresního úřadu mohl usnesení okresního shromáždění předložit vládě ke zrušení, pokud odporovalo zákonům nebo jiným obecně závazným předpisům. 
Shromáždění svolával přednosta okresního úřadu. Musel je svolat nejméně dvakrát do roka a také vždy do 14 dnů poté, co o to požádala nejméně pětina členů shromáždění. 
Někteří představitelé obcí v daňově výnosnějších okresech považují tehdejší systém rozpočtového určení dotací za racionálnější a průhlednější oproti dnešnímu systému, protože obsahoval řadu prvků zohledňujících lokální výnosnost daní, avšak prohlubovaly se disproporce mezi výnosově chudými a bohatými obcemi a okresy.

## Zrušení okresních shromáždění
Podle § 26 mělo činnost okresních shromáždění ukončit nařízení vlády. Ve skutečnosti byly zrušeny s účinností od 1. ledna 2001 až § 39 zákona č. 147/2000 Sb., o okresních úřadech, jimž byla důsledně oddělena samostatná působnost samosprávných celků od přenesené působnosti, kontrola okresních úřadů tak byla plně přenesena na krajské úřady a ministerstvo vnitra.